# Vauffelin
Vauffelin foi uma comuna da Suíça, localizada no Cantão de Berna, com 438 habitantes, de acordo com o censo de 2010 . Estendia-se por uma área de 5,96 km², de densidade populacional de 74 hab/km². Confinava com as seguintes comunas: Orvin, Péry, Plagne, Romont, Pieterlen e Biel/Bienne.
A língua oficial nesta comuna era o francês, uma vez que Vauffelin está localizada na parte do cantão denominada Jura Bernense (Jura Bernois), que é a sua porção francófona.

## História
Em 1 de janeiro de 2014, passou a formar parte da nova comuna de Sauge.

## Idiomas
De acordo com o censo de 2000, a maioria da população falava francês (64,9%), sendo o alemão a segunda língua mais comum, com 24,7%, e, em terceiro lugar, o albanês, com 7,9%.